# ماكس هيرش (مدرب خيول)
ماكس هيرش (بالإنجليزية: Max Hirsch)‏ هو مدرب خيول أمريكي، ولد في 12 يوليو 1880 في فريدريكسبورغ في الولايات المتحدة، وتوفي في 3 أبريل 1969.